# マタスンタ
マタスンタまたはマタスエンタ、マタスウィンタ (ラテン語: Matasuntha, Matasuentha, Mathesuentha, Mataswintha, fl. 550年) は、東ゴート女王アマラスンタの娘。父はエウタリックで、兄弟に東ゴート王アタラリックがいる。母方の祖父母はテオドリック大王とアウドフレダである。

## 生涯と家族
ヨルダネスの『ゲティカ』によると、エウタリックとアマラスンタはアタラリックとマタスンタという二人の子をもうけた。エウタリックが早くに亡くなったため、テオドリックの後をアタラリックが継いだが、彼も若くして死去し、女王として即位したアマラスンタも間もなく反対派に敗れて幽閉、殺害された。マタスンタは新たな東ゴート王ウィティギスと結婚したが、東ローマ帝国の将軍ベリサリウスによって王国を奪われ、夫婦ともにコンスタンティノープルへ送られた。子が生まれないままウィティギスが死去すると、マタスンタはユスティニアヌス1世の従弟ゲルマヌスと再婚し、夫と同名の息子ゲルマヌスを生んだ。2人目の夫ゲルマヌスが死去した後は、マタスンタは再婚せず未亡人として余生を送った。

## 息子ゲルマヌスの消息
夫ゲルマヌスは550年末もしくは551年初頭に死去しており、息子ゲルマヌスが生まれたのはその後だった。息子ゲルマヌスのその後について確かなことは分かっていないが、マウリキウス帝時代に活躍した「パトリキウス」ゲルマヌスと同一人物である可能性が指摘されている。彼は元老院の有力な指導者で、娘（長女）を皇帝の長男テオドシウスに嫁がせるほどの力を持った。「パトリキウス」ゲルマヌスはマウリキウスを裏切って反乱者にして皇位簒奪者フォカスに内通、後にそのフォカスに対しても裏切り行為を働き、露見して一族と共に処刑された。一方、歴史家のMichael Whitbyは、マタスンタの息子ゲルマヌスはティベリウス2世とアエリア・アナスタシアの娘婿である副帝ゲルマヌスと同一人物であるとしている。